# Шуйський Григорій Трохимович
Григорій Трохимович Шуйський (30 вересня 1907, село Сватки, тепер Гадяцького району Полтавської області — 19 жовтня 1985, місто Москва) — радянський партійний діяч, журналіст, старший помічник Микити Хрущова. Кандидат у члени ЦК КП(б)У в 1949—1952 р. Член Центральної Ревізійної Комісії КПРС у 1961—1966 р. Депутат Верховної Ради СРСР 6-го скликання.

## Біографія
Народився в бідній селянській родині. Закінчив чотири класи початкової сільської школи в селі Сватки та два класи вищого початкового училища в місті Гадячі на Полтавщині. До 1927 року працював у власному сільському господарстві в селі Сватки Синівського району. У 1924 році вступив до комсомолу.
У 1927—1928 роках — рахівник, член правління сільського споживчого товариства в Синівському районі.
У 1928—1929 роках — голова Бюро піонерів Синівського районного комітету ЛКСМУ.
У 1929—1931 роках — секретар виконавчого комітету Синівської районної ради Роменського округу.
Член ВКП(б) з 1930 року.
У 1931—1932 роках — секретар виконавчого комітету Липово-Долинської районної ради на Сумщині.
У 1932 році — відповідальний секретар і редактор Липово-Долинської районної газети.
У 1932—1936 роках — студент Українського комуністичного університету журналістики.
У 1936—1938 роках — літературний робітник, завідувач відділу республіканської газети «Комуніст» у Києві.
У грудні 1938—1941 роках — відповідальний редактор республіканської газети «Комсомолець України».
З січня 1941 по листопад 1943 року — заступник завідувача відділу пропаганди і агітації ЦК КП(б)У.
З червня 1941 року — в Червоній армії. Воював на Південно-Західному фронті, учасник німецько-радянської війни.
У 1943—1950 роках — в апараті ЦК КП(б)У: з листопада 1943 по березень 1947 року — помічник 1-го секретаря ЦК КП(б)У Микити Сергійовича Хрущова. У березні 1947 — січні 1948 року — помічник голови Ради міністрів УРСР Микити Сергійовича Хрущова. З січня 1948 по січень 1950 року — старший помічник 1-го секретаря ЦК КП(б)У Микити Сергійовича Хрущова.
У січні 1950 — листопаді 1964 року — помічник, старший помічник секретаря ЦК ВКП(б), 1-го секретаря ЦК КПРС Микити Сергійовича Хрущова.
У листопаді 1964 — червні 1965 року — консультант ідеологічного відділу ЦК КПРС з питань газет, журналів і видавництв. У червні 1965 — квітні 1976 року — консультант відділу пропаганди і агітації ЦК КПРС з питань газет, журналів і видавництв.
З квітня 1976 року — персональний пенсіонер союзного значення в Москві. Помер після важкої тривалої хвороби.

## Нагороди
- орден Леніна (1957)
- два ордени Трудового Червоного Прапора (23.01.1948,)
- орден Червоного Прапора (1.04.1943)
- орден «Знак Пошани»
- лауреат Ленінської премії (1960) — за участь у створенні книги «Віч-на-віч з Америкою» (про поїздку Микити Хрущова в США).[1].
- медаль «Партизанові Вітчизняної війни» І-го ст.
- медалі